# Take This to Your Grave
Take This to Your Grave je debutové album americké skupiny Fall Out Boy, které vyšlo v roce 2003. Později k tomuto albu byla vydána i speciální limitovaná edice, která obsahovala i taneční remix písně Grand Theft Autumn.
Album bylo v roce 2005 znovu vydáno a obohaceno o dva songy.

## Seznam písní
| Pořadí | Název                                                     | Délka |
| ------ | --------------------------------------------------------- | ----- |
| 1.     | Tell That Mick He Just Made My List of Things to Do Today | 3:30  |
| 2.     | Dead on Arrival                                           | 3:14  |
| 3.     | Grand Theft Autumn/Where is Your Boy                      | 3:11  |
| 4.     | Saturday                                                  | 3:36  |
| 5.     | Homesick at Space Camp                                    | 3:08  |
| 6.     | Sending Postcards From a Plane Crash (Wish You Were Here) | 2:56  |
| 7.     | Chicago Is So Two Years Ago                               | 3:19  |
| 8.     | The Pros and Cons of Breathing                            | 3:21  |
| 9.     | Grenade Jumper                                            | 2:58  |
| 10.    | Calm Before the Stor                                      | 4:27  |
| 11.    | Reinventing the Wheel to Run Myself Over                  | 2:21  |
| 12.    | The Patron Saint of Liars and Fakes                       | 3:19  |
| 13.    | Roxanne                                                   | 4:46  |

## Zajímavosti
- Tell That Mick He Just Made My List of Things to Do Today je fráze z filmu Rushmore
- Skupina Motion City Soundtrack později přezpívala několik veršů z písně Chicago Is So Two Years Ago